# Roze koek

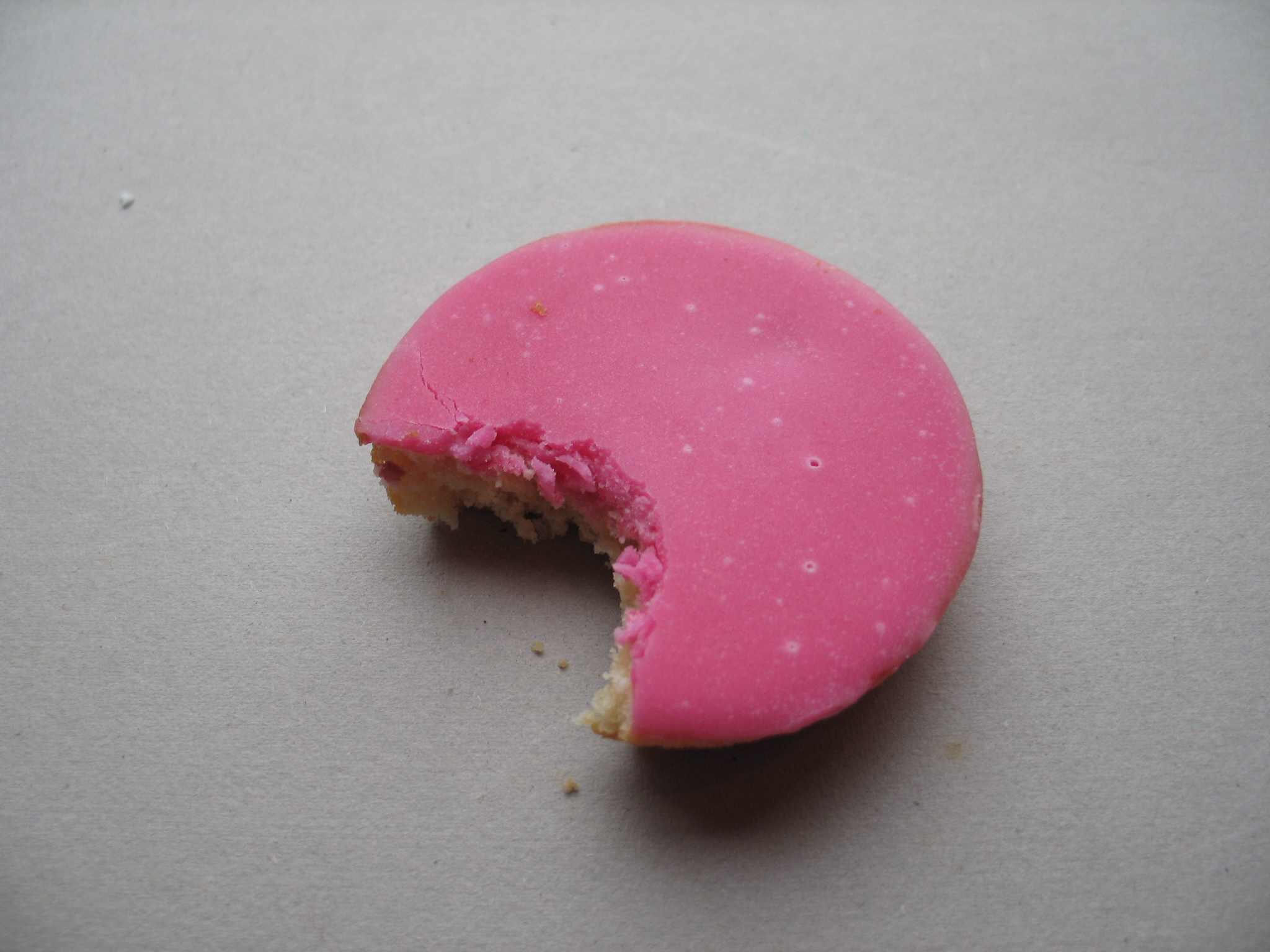
Roze koek.

El roze koek (en neerlandés ‘pastel rosa’) es un pastel muy consumido en los Países Bajos, hecho con una base de bizcocho y una capa fondant de color rosa. También se conoce como glacékoek (‘pastel glacé’) o fondantcake (‘tarta fondant’). El colorante de color rosa usado en el roze koek, al igual que el empleado en los M&M's, se hace a base de carmín.
En la ciudad de Ámsterdam el pastel se llama moesselientjes, nombre que según la tradición proviene del dictador italiano Mussolini, porque antes de la Segunda Guerra Mundial se vendía en las heladerías italianas de la ciudad.
El color rosa del pastel se debe en parte al programa infantil Villa Achterwerk. El personaje Roos van der Zande era adicto a los roze koeken, y tenía una despensa llena de ellos.

## Variantes
El roze koek se vende en otras versiones. Durante los grandes campeonatos de fútbol se venden roze koeken naranjas, por Semana Santa se venden amarillos y en un supermercado los vendían azules para celebrar el cumpleaños del Papa.